# Spilosmylus pustulatus
Spilosmylus pustulatus is een insect uit de familie watergaasvliegen (Osmylidae), die tot de orde netvleugeligen (Neuroptera) behoort. 
Spilosmylus pustulatus is voor het eerst wetenschappelijk beschreven door Navás in 1935. De soort komt voor in Madagaskar.